# Мокан (Міссурі)
Мокан (англ. Mokane) — місто (англ. city) в США, в окрузі Келлевей штату Міссурі. Населення — 188 осіб (2020).

## Географія
Мокан розташований за координатами 38°40′28″ пн. ш. 91°52′21″ зх. д. / 38.67444° пн. ш. 91.87250° зх. д. (38.674440, -91.872445).  За даними Бюро перепису населення США в 2010 році місто мало площу 0,76 км², уся площа — суходіл.

## Демографія
Згідно з переписом 2010 року, у місті мешкало 185 осіб у 73 домогосподарствах у складі 48 родин. Густота населення становила 244 особи/км².  Було 87 помешкань (115/км²).
Расовий склад населення:
| - 97,8 % — білих - 0,5 % — корінних американців |

До двох чи більше рас належало 1,6 %. Частка іспаномовних становила 1,6 % від усіх жителів.
За віковим діапазоном населення розподілялося таким чином: 31,4 % — особи молодші 18 років, 61,6 % — особи у віці 18—64 років, 7,0 % — особи у віці 65 років та старші. Медіана віку мешканця становила 26,8 року. На 100 осіб жіночої статі у місті припадало 81,4 чоловіків;  на 100 жінок у віці від 18 років та старших — 86,8 чоловіків також старших 18 років.
Середній дохід на одне домашнє господарство  становив 37 907 доларів США (медіана — 26 875), а середній дохід на одну сім'ю — 38 203 долари (медіана — 26 563). За межею бідності перебувало 26,9 % осіб, у тому числі 26,5 % дітей у віці до 18 років та 5,3 % осіб у віці 65 років та старших.
Цивільне працевлаштоване населення становило 67 осіб. Основні галузі зайнятості: освіта, охорона здоров'я та соціальна допомога — 26,9 %, роздрібна торгівля — 19,4 %, виробництво — 9,0 %, будівництво — 9,0 %.